# 瑟克峰
72°11′S 165°58′E / 72.183°S 165.967°E
瑟克峰（英語：Cirque Peak）是南極洲的山峰，位於維多利亞地，處於勒庫特峰以南2公里，屬於米倫山脈的一部分，由新西蘭探險隊命名，現時由南極條約體系管理。